# 中丹
| 丹後地域 中丹地域 南丹地域 | 京都市域 山城地域 |

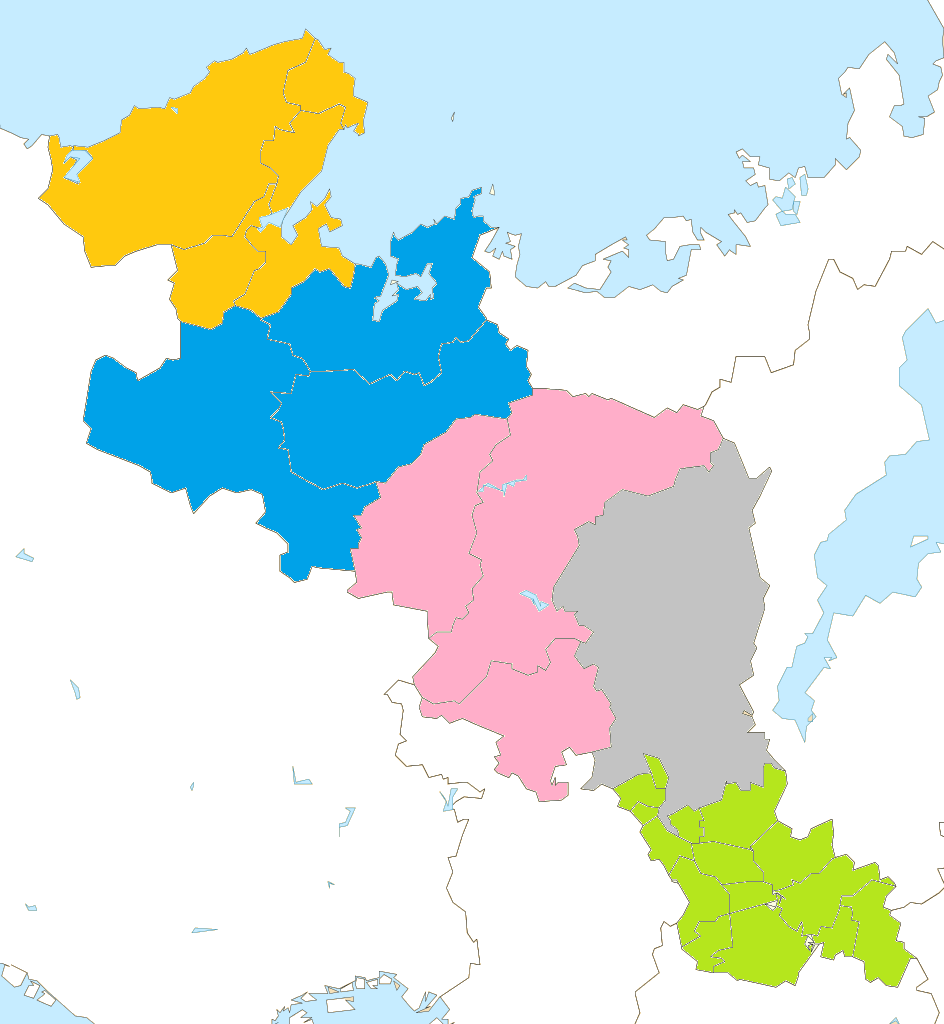
京都府 地域区分図
丹後地域
中丹地域
南丹地域
京都市域
山城地域

中丹（ちゅうたん）とは京都府の丹波地方北部と丹後地方南部を指す呼称で、行政区分として舞鶴市、福知山市、綾部市の3市の地域をいう。
もとは天田郡（現在の福知山市）および何鹿郡（現在の綾部市、福知山市の一部）の地域だけを示す呼称であったようだが、昭和40年頃より行政用語として、丹後地方に属する加佐郡（現在の舞鶴市、福知山市の一部）を加えたものをいうようになった。地理的には由良川流域であり、普段から交流も多い地域であるが、文化圏としては方言など多少の差異もあり、必ずしも単一とはいえない。
現在では、行政区分としての用語に留まらず幅広く定着しており、官民問わず地域内の施設、事業所の名称に冠して用いられる事例が増えつつある。
京都府の地域振興局統合後の名称も京都府中丹広域振興局（舞鶴市）である。

## 冠名施設
- 府立中丹勤労者福祉会館（福知山市）
- 京都府中丹文化会館（綾部市）
- 中丹広域農道（福知山市～綾部市）
- 中丹東保健所（舞鶴市）、府中丹東土木事務所（綾部市）
- 京都府中丹家畜保健衛生所（福知山市）